# Rhynchospora marquisensis
Rhynchospora marquisensis är en halvgräsart som beskrevs av Forest Buffen Harkness Brown. Rhynchospora marquisensis ingår i släktet småag, och familjen halvgräs.
Artens utbredningsområde är Marquesasöarna. Inga underarter finns listade i Catalogue of Life.